# Gabriela Eibenová
Gabriela Eibenová (nar. 1972 Praha) je česká operní a koncertní sopranistka, specializující se na hudbu období baroka a klasicismu v historicky poučeném provedení.
Narodila se v Praze, studovala zde na Pražské konzervatoři a poté na stipendiu na letní akademii Wellington College a u Julie Kennardové na Royal Academy of Music. V roce 1995 zpívala čarodějku v Purcellově opeře Dido a Aeneas na Purcellově festivalu v Kolíně nad Rýnem.
V roce 1998 účinkovala v nahrávce České mše vánoční Jakuba Jana Ryby s Magdalenou Koženou, Jaroslavem Březinou a Michaelem Pospíšilem, Calmus Ensemble a Capella Regia Musicalis. V roce 1999 zpívala v Rossiniho Petite messe solennelle s Collegium Cantorum Köln; z vystoupení vznikl živý záznam. Sopránový part Bachovy Mše h moll ve Svatém Martině v Idsteinu zazpívala 29. září 2013 s orchestrem L'arpa festante, Davidem Erlerem, Georgem Poplutzem a Andreasem Pruysem .
Eibenová se účastí projektu Mattea Messoriho Heinrich Schütz Edition, nahrávky kompletních děl Heinricha Schütze s Cappella Augustana. S Ensemble Inégal natočila díla Jana Dismase Zelenky, v roce 2011 jeho Missa Omnium Sanctorum, s Kai Wessellem, Janem Kobowem a basisty Mariánem Krejčíkem a Tomášem Králem. Nahrávku Zelenkových děl Missa Sanctissimae Trinitatis a Gaude laetare z roku 2012 s Ensemble Inégal a Pražskými barokními sólisty pod vedením Adama Viktory se sólisty Carlosem Menou, Makoto Sakuradou a Lisandrem Abadiem kritikové hodnotili kladně. V roce 2014 vznikla premiérová nahrávka dalších Zelenkových děl Missa Paschalis, ZWV 7 a Litaniae omnium Sactorum se stejnými soubory a sólisty Terry Weyem, Cyrilem Auvitym a Mariánem Krejčíkem.
Eibenová spolupracovala také se soubory jako Prague Philharmonia, Südwestfunk Orchester Freiburg, Pražští madrigalisté, Musica Florea, Collegium Marianum, Collegium 1704, Arte Dei Suonatori a Orquesta Barroca de Sevigla.
Manželem Gabriely Eibenové je varhaník a dirigent Adam Viktora.